# Monte San Valentín
Núi San Valentín hay Monte San Valentín, còn được gọi là Monte San Clemente, là ngọn núi cao nhất ở Patagonia thuộc Chile, và là ngọn núi cao nhất phía nam 37° S bên ngoài Nam Cực. Nó nằm ở phía bắc của cánh đồng băng Bắc Patagonia (Northern Patagonian Ice Field) .
Có thể leo lên Monte San Valentín từ Lago Leones, về phía đông nam, hoặc từ hồ San Rafael (Laguna San Rafael) về phía tây. Hành trình lên là dài và đặc biệt chịu thời tiết xấu. Tỷ lệ tai nạn và tử vong là cao .